# Augustin Mansion
Augustin Mansion (Anversa, 5 agosto 1882 – Lovanio, 2 ottobre 1966) è stato un presbitero, filosofo, teologo e canonico belga di fede cattolica. Professore all'Università cattolica di Lovanio, dal 1931 al 1938 diresse il progetto Aristoteles Latinus.

## Biografia
Augustin Mansion nacque  in una famiglia di scienziati e amanti delle arti. Suo padre Paul Mansion era professore di matematica all'Università di Gand. Suo fratello Joseph Mansion era un illustre filologo, docente all'Università di Liegi.
Dopo aver conseguito il dottorato in teologia nel 1908, divenne uno dei massimi studiosi di Aristotele. La sua tesi sulla Fisica aristotelica, intitolata Introduction à la physique aristotélicienne ("Introduzione alla fisica aristotelica", pubblicata a Lovanio e Parigi nel 1913), è tuttora considerato una delle autorità di riferimento in tale campo.
Docente all'Istituto Superiore di Filosofia dell'Università Cattolica di Lovanio, Mansion fu eletto presidente della Società Internazionale per lo Studio della Filosofia Medievale e fu autore di un gran numero di monografie su vari aspetti del pensiero aristotelico. Il "Centre De Wulf-Mansion" dell'Università Cattolica di Lovanio fu nominato in onore dell'immenso contributo di questo rigoroso pensatore.
Sua nipote Suzanne Mansion, figlia di Joseph Mansion, continuò la sua opera in relazione alla cattedra di filosofia presso la stessa università.

## Opere
- Act en potentie in de Metaphysica van Aristoteles. Historisch-philologisch onderzoek van boek IX en boek V der Metaphysica.
- Aristote. Traductions et études(Collezione pubblicata dall'Istituto Superiore di Filosofia dell'Università di Lovanio). Introduzione alla fisica aristotelica.